# Elecciones a las Cortes de Castilla-La Mancha de 1983
Las elecciones a las Cortes de Castilla-La Mancha celebradas el 8 de mayo de 1983 eligieron la composición de la i legislatura del parlamento regional. El Partido Socialista Obrero Español (PSOE) obtuvo una mayoría absoluta de diputados en estos comicios (23 diputados), que permitió investir posteriormente a José Bono como presidente del ejecutivo autonómico. Sólo otra candidatura, la correspondiente a la coalición electoral entre Alianza Popular, el Partido Demócrata Popular y la Unión Liberal, consiguió representación, con 21 diputados. Ni la candidatura del recién formado Centro Democrático y Social (CDS), ni la del Partido Comunista de España (PCE) obtuvieron escaño.

## Proclamación de candidaturas
El Partido Socialista Obrero Español (PSOE), la coalición electoral entre Alianza Popular Partido Demócrata Popular y la Unión Liberal (AP-PDP-UL), el Partido Comunista de España y el Centro Democrático y Social (CDS) presentaron candidaturas en las cinco circunscripciones. El Partido Demócrata Liberal (PDL) presentó candidaturas en Cuenca Guadalajara y Toledo y la coalición electoral entre el Partido Comunista Obrero Español y el Partido Comunista de España Unificado (PCOE-PCEU) presentó candidatura en la provincia de Albacete. Estas fueron las candidaturas proclamadas para las elecciones:

### Albacete
| N.º | - | - | Candidatura                                                                         | Listas proclamadas |
| --- | - | - | ----------------------------------------------------------------------------------- | --- |
| 1   |   |   | Partido Comunista de España (PCE)                                                   | Lista1. Enrique López Carrasco 2. Manuel Escobar Cano 3. Vicente Molinero Borja 4. Francisco Picazo Villena 5. Emilio García Morales 6. Francisco Morcillo Ortega 7. José-Francisco del Campo Navarro 8. Francisco López Almansa 9. Diego Escribano Parreño 10. Julián Quintanilla García                                                                 |
| 2   |   |   | Partido Socialista Obrero Español (PSOE)                                            | Lista1. José Bono Martínez 2. Juan-Francisco Fernández Jiménez 3. Fructuoso Díaz Carrillo 4. Bernardo Fernández Delicado 5. Juan Gómez Tomás 6. José-María Galindo Villodre 7. Salvador Jiménez Ibáñez 8. José Carpio Martín 9. Rita Moraga Ferrándiz 10. José-Antonio Almendros Peinado 11. Manuel Vergara García                                        |
| 3   |   |   | Coalición Popular                                                                   | Lista1. Gumersindo Navarro Alfaro 2. José Rieta Vizcaya 3. Francisco Ballesteros Gómez 4. Agustín Lorenzo Alfaro 5. Alfonso Quílez Morera 6. Emilio-Virgilio del Rey Martínez 7. Francisco Padilla Garví 8. Francisco-Javier Molina Molin 9. Francisco Játiva García 10. Francisco Molina Requena 11. Paulino Tercero Serrano 12. Bernabé Pastor Martínez |
| 4   |   |   | Partido Comunista Obrero Español, Partido Comunista de España Unificado (PCOE-PCEU) | Lista1. Marcelino Martínez Monge 2. Francisco de la Torre Santiago 3. Antonio Escudero Moreno 4. Juana Montero Contreras 5. María-Polar Calonge Moya 6. Isabel-Josefa Moya García 7. Juan-José Calonge Portero 8. Francisca Valero Ortega 9. Pedro Castillo Jiménez                                                                                       |
| 5   |   |   | Centro Democrático y Social (CDS)                                                   | Lista1. Eladio Garrido Carril 2. José Deogracias Carrión Íñiguez 3. Francisco Yáñez Sánchez 4. Lorenzo Marcos Moreno 5. Leopoldo Pérez Cabezas 6. Miguel Ramírez Cuartero 7. Ana Martínez Sánchez 8. Juan-José Cózar Martínez 9. Francisco García Pérez 10. Vicente García Gil 11. Roberto Bartolomé del Amo 12. Antonio Paños Moratalla                  |

### Ciudad Real
| N.º | - | - | Candidatura                                                           | Listas proclamadas |
| --- | - | - | --------------------------------------------------------------------- | --- |
| 1   |   |   | Partido Comunista de España (PCE)                                     | Lista1. Reyes Hidalgo Ortiz 2. Agustín Fernández Calvo 3. María Elena González Cárdenas 4. Ramón Parra Quevedo 5. José Trujillo Cañas 6. Aurelio Golderos Almodóvar 7. Saturnino-Adrián Lozano Sánchez-Cano 8. Ángel Fernández Camuñas Calero 9. Demetrio Muñoz Abad 10. Tomás de Villanueva García Guerrero Suplentes: 1. Porfirio Juárez Buendía 2. Román Fernández-Caballero Díaz-Flores 3. Rafael Muñoz Alberca |
| 2   |   |   | Partido Socialista Obrero Español (PSOE)                              | Lista1. Javier Paulino Pérez 2. Francisco-Javier Martín del Burgo Simarro 3. Mario Mansilla Hidalgo 4. Manuel Espinosa Becerril 5. Daniel Trujillo Pelegrini 6. Mariano Romero Pacheco 7. Luis López Condes 8. Cirilo Agenjo Vera 9. Narciso Alarcón Rodríguez 10. José Roselló Pérez Suplentes: 1. Francisco García Pozo                                                                                           |
| 3   |   |   | Alianza Popular, Partido Demócrata Popular, Unión Liberal (AP-PDP-UL) | Lista1. Francisco Cañizares de Lera 2. Mauro-Vicente García Gainza-Mendizábal 3. María Consuelo García Balaguer 4. Luis Toledano Salvador 5. María García Sánchez 6. Dionisio Lara Porras 7. Santos Herreros García Consuegra 8. Eulogio Jesús Ordas Rodríguez 9. Baldomero Salido Chumillas 10. Manuel López Francia Suplentes: 1. José Luis Ruiz López 2. José Martín Barrera                                     |
| 4   |   |   | Centro Democrático y Social (CDS)                                     | Lista1. Cecilia Raposo Llobet 2. Vicente Camacho Hernansanz 3. Antonio Parra Morales 4. Juan Carlos Rivas Nieto 5. María Felisa Roldán Bornez 6. José López-Osa Díaz 7. Arturo Piña López 8. Manuel Hondarza Dorado 9. Emiliano Pozuelo Ramón 10. Jesús Gómez Ángel Suplentes: 1. Emilio León León 2. Augusto Arbizu Ylla                                                                                           |

### Cuenca
| N.º | - | - | Candidatura                                                            | Listas proclamadas |
| --- | - | - | ---------------------------------------------------------------------- | --- |
| 1   |   |   | Partido Comunista de España (PCE)                                      | Lista1. Joaquín Gutiérrez Moreno 2. José Francisco González Alonso 3. Rafael Jiménez Crespo 4. Juan Julián Toledo Toledo 5. Pablo Diez Hernando 6. Miguel Cañas Buendía 7. Juan García Casas 8. José Antonio Fernández Moreno Suplentes: 1. Ana María Sánchez Domingo                                                                   |
| 2   |   |   | Partido Socialista Obrero Español (PSOE)                               | Lista1. Vicente Acebedo Flórez 2. José García Barrios 3. Pablo Crespo García 4. José Luis Herrera del Álamo 5. José Luis Espada Rivera 6. José Luis Valencoso Zamora 7. Domicio Moya Vara 8. José María Abad Romero Suplentes: 1. Francisco Juan Moya Martínez                                                                          |
| 3   |   |   | Alianza Popular, Partido Demócrata Popular y Unión Liberal (AP-PDP-UL) | Lista1. Francisco Javier Rupérez Rubio 2. Ángel Fernández García 3. Miguel Ángel Ortiz Robles 4. Francisco Moreno Arenas 5. Rodrigo Merchante Heras 6. Ismael Contreras Lara 7.Antonio Diez Risueño 8. José Yuste Castellanos Suplentes: 1. Eulogio Martínez Mota 2. José Luis Flores Bustos 3. Juan Antonio Flaviano Rodríguez Sánchez |
| 4   |   |   | Partido Demócrata Liberal (PDL)                                        | Lista1. José María Palacios Masso 2. Gregorio Fernández Sevilla 3. Raimundo-Jenaro Redondo Perea 4. Julián López Algarra 5. José Alonso Hortelano 6. Delfín Zamora Alis 7. Joaquín Sotoca Casas 8. Bonifacio Jiménez Castillo Suplentes: 1. Domingo Merchante de la Calle                                                               |
| 5   |   |   | Centro Democrático y Social (CDS)                                      | Lista1. José Tovar Jiménez 2. Mariano Hervas Hervas 3. Francisco Blanco Grande 4. Valentín Colmena Garrido 5. Alicia Martínez Amor 6. Antonio Izquierdo Roa 7. Ángel Morales González 8. Manuel Jaramillo Castro |

### Guadalajara
| N.º | - | - | Candidatura                                                            | Listas proclamadas |
| --- | - | - | ---------------------------------------------------------------------- | --- |
| 1   |   |   | Alianza Popular, Partido Demócrata Popular y Unión Liberal (AP-PDP-UL) | Lista1. Felipe Solano Ramírez 2. Luis de Grandes Pascual 3. Antonio-Manuel López Polo 4. José Luis Malfeite Álvarez 5. Daniel Viana Gil 6. Lorenzo-Eugenio Casado Marqueta 7. Fernando Abeijón Martínez Suplentes: 1. Manuel Martínez Martínez              |
| 2   |   |   | Partido Comunista de España (PCE)                                      | Lista1. Fernando Revuelta Somalo 2. Florentino García Bonilla 3. Máximo Herranz Ruiz 4. Alfredo Miranda Montero 5. José Fuerte García-Blanco 6. Crescencio Rojo Echave 7. Juan-Vicente Parejo Martínez Suplentes: 1. Antonio López Esteban                  |
| 3   |   |   | Partido Demócrata Liberal (PDL)                                        | Lista1. Gabriel Leblio Iglesias 2. José-Luis Rodríguez Migueles 3. Jesús Villasevit Puig 4. José María Cabellos Llorente 5. Obdulia Martín Rubio 6. Francisco Paniagua Vilar 7. José Luis Abejón Ruiz                                                       |
| 4   |   |   | Centro Democrático y Social (CDS)                                      | Lista1. Emilio Clemente Muñoz 2. Luis Suárez de Puga Sánchez 3. Ignacio Anderías Meriñigo 4. Pedro Castillo Abascal 5. Jesús Ángel Martín Martín 6. Lucía Cabrerino García 7. José Luis Muñoz Ibáñez Suplentes: 1. Rosa Vilanova Gil                        |
| 5   |   |   | Partido Socialista Obrero Español (PSOE)                               | Lista1. Rafael de Mora Granados Marull 2. Francisco-Javier de Irízar Ortega 3. José-Antonio Tercero Moreno 4. Lucas Escartí Rodríguez 5. Francisco López Romero 6. Jesús Canfrán Lucea 7. Federico Acosta Montero Suplentes: 1. José María Herranz Martínez |

### Toledo
| N.º | - | - | Candidatura                                                            | Listas proclamadas |
| --- | - | - | ---------------------------------------------------------------------- | --- |
| 1   |   |   | Alianza Popular, Partido Demócrata Popular y Unión Liberal (AP-PDP-UL) | Lista1. José Lara Alen 2. Mariano Díez Moreno 3. José-María Tradacete de Torres 4. Fernando Chueca Aguinaga 5. Jesús-María Ruiz-Ayúcar Alonso 6. María del Sagrario Bua Rojas 7. Luis Martín y Aznar 8. José-Luis Romero-Salazar López 9. María-Salomé García-Lomas y Godino 10. Francisco Sánchez Flores 11. María Victoria Baillo Calvo                     |
| 2   |   |   | Partido Comunista de España (PCE)                                      | Lista1. Antonio Urban Pinel 2. Apolonio Recuero Villajos Cicuendez 3. Pedro-Pablo Novillo Cicuendez 4. Benjamín Martínez Yáñez 5. Emilio Ocaña Gavilán 6. Gregorio Marchan y Redondo 7. Leandro González Ruiz 8. Carlos García-Mora y García-Caro 9. Antonio Cuevas Melgar 10. Manuel Dorado Martín 11. Félez Martínez de la Cruz 12. Hilario Guerrero Martín |
| 3   |   |   | Centro Democrático y Social (CDS)                                      | Lista1. Fernando Suárez Grijalba 2. José-Antonio García Morales 3. Félix Galán Pérez 4. Rafael Silván Sen 5. Rufino Ortega Molina 6. Juan Fernández Velasco 7. José Martín González 8. Manuel Martínez de la Casa y Díaz 9. Emilio Sales Baixauli 10. Raúl-María Martín Montes                                                                                |
| 4   |   |   | Partido Socialista Obrero Español (PSOE)                               | Lista1. Florencio Alonso Blanco 2. Julián Checa Checa 3. Fortunio Parla Cándenas 4. Germán Díaz Blanco 5. Vidal Gallego Gutiérrez 6. Alejandro Ramos Rivera 7. María del Carmen Cabellos Aparici 8. Constante-Vicente Rodríguez González 9. Braulio-José Gómez Díaz 10. Jesús Fernández Talavera 11. José-Vicente Inoges Parra                                |
| 5   |   |   | Partido Demócrata Liberal (PDL)                                        | Lista1. Juan González Serrano 2. José-Vicente García-Toledano Arellano 3. Juan Cerdeno Sánchez 4. Rufo Belda Ramírez 5. Julián Pradillo Burgos 6. José Berdugo Lozoya 7. Ángel Mora Gómez 8. Miguel-Ángel Panduro Panadero 9. Dolores Martínez Cañizares 10. Vicente Perea Vela 11. José-María Pérez Rodrigo 12. Féliz Toledano Barbero                       |

## Resultados
A continuación se muestran los resultados detallados por circunscripción y los totales:

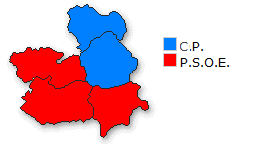
Partido más votado por circunscripción

|             | Albacete | Albacete | Albacete | Ciudad Real             | Ciudad Real | Ciudad Real | Cuenca                  | Cuenca | Cuenca | Guadalajara             | Guadalajara | Guadalajara | Toledo                  | Toledo | Toledo | Total                   | Total | Total |
| Candidatura | Votos    | %        | Dip.     | Vot.                    | %           | Dip.        | Vot.                    | %      | Dip.   | Vot.                    | %           | Dip.        | Vot.                    | %      | Dip.   | Vot.                    | %     | Dip.  |
| ----------- | -------- | -------- | -------- | ----------------------- | ----------- | ----------- | ----------------------- | ------ | ------ | ----------------------- | ----------- | ----------- | ----------------------- | ------ | ------ | ----------------------- | ----- | ----- |
| PSOE        | 91 175   |          | 5        | 122 534                 |             | 6           | 51 027                  |        | 4      | 31 899                  |             | 3           | 118 706                 |        | 5      | &&&&&&&&&&&&&&00.&&&&-0 |       | 23    |
| AP-PDP-UL   | 63 544   |          | 4        | 94 912                  |             | 4           | 53 349                  |        | 4      | 37 330                  |             | 4           | 113 697                 |        | 5      | &&&&&&&&&&&&&&00.&&&&-0 |       | 21    |
| PCE         | 12 610   |          | 0        | 15 018                  |             | 0           | 6669                    |        | 0      | 5961                    |             | 0           | 20 847                  |        | 0      | &&&&&&&&&&&&&&00.&&&&-0 |       | 0     |
| CDS         | 3397     |          | 0        | 8706                    |             | 0           | 2223                    |        | 0      | 3474                    |             | 0           | 9291                    |        | 0      | &&&&&&&&&&&&&&00.&&&&-0 |       | 0     |
| PDL         | n/a      |          | 0        | &&&&&&&&&&&&&&00.&&&&-0 |             | 0           | 7326                    |        | 0      | 1549                    |             | 0           | 6909                    |        | 0      | &&&&&&&&&&&&&&00.&&&&-0 |       | 0     |
| PCOE-PCEU   | 543      |          | 0        | &&&&&&&&&&&&&&00.&&&&-0 |             | 0           | &&&&&&&&&&&&&&00.&&&&-0 |        | 0      | &&&&&&&&&&&&&&00.&&&&-0 |             | 0           | &&&&&&&&&&&&&&00.&&&&-0 |        | 0      | &&&&&&&&&&&&&&00.&&&&-0 |       | 0     |

| Elecciones a las Cortes de Castilla-La Mancha de 1983 → |                                                                                    |           |         |       |         |     |
| Presidente y gobierno | Partido                                                                            | Candidato | Votos   | %     | Escaños | +/- |
| - Presidente: José Bono Martínez - Gobierno: PSOE - Censo: 1.220.011 - Votantes: 901.872 (73,3%) - Abstención: 326.165 (26,6%) - Válidos: 882.409 - A candidatura: 868.167 (100%) | Partido Socialista Obrero Español (PSOE)                                           | José Bono | 416.177 | 47,01 | 23      | +23 |
| - Presidente: José Bono Martínez - Gobierno: PSOE - Censo: 1.220.011 - Votantes: 901.872 (73,3%) - Abstención: 326.165 (26,6%) - Válidos: 882.409 - A candidatura: 868.167 (100%) | Coalición Popular (AP-PDP-UL)                                                      | José Lara | 364.676 | 41,19 | 21      | +21 |
| - Presidente: José Bono Martínez - Gobierno: PSOE - Censo: 1.220.011 - Votantes: 901.872 (73,3%) - Abstención: 326.165 (26,6%) - Válidos: 882.409 - A candidatura: 868.167 (100%) | Partido Comunista de España (PCE)                                                  |           | 61.132  | 6,90  | 0       |     |
| - Presidente: José Bono Martínez - Gobierno: PSOE - Censo: 1.220.011 - Votantes: 901.872 (73,3%) - Abstención: 326.165 (26,6%) - Válidos: 882.409 - A candidatura: 868.167 (100%) | Centro Democrático y Social (CDS)                                                  |           | 26.911  | 3,04  | 0       |     |
| - Presidente: José Bono Martínez - Gobierno: PSOE - Censo: 1.220.011 - Votantes: 901.872 (73,3%) - Abstención: 326.165 (26,6%) - Válidos: 882.409 - A candidatura: 868.167 (100%) | Partido Demócrata Liberal (PDL)                                                    |           | 15.890  | 1,79  | 0       |     |
| - Presidente: José Bono Martínez - Gobierno: PSOE - Censo: 1.220.011 - Votantes: 901.872 (73,3%) - Abstención: 326.165 (26,6%) - Válidos: 882.409 - A candidatura: 868.167 (100%) | Partido Comunista Obrero Español-Partido Comunista de España Unificado (PCOE-PCEU) |           | 569     | 0,06  | 0       |     |
| - Presidente: José Bono Martínez - Gobierno: PSOE - Censo: 1.220.011 - Votantes: 901.872 (73,3%) - Abstención: 326.165 (26,6%) - Válidos: 882.409 - A candidatura: 868.167 (100%) | En blanco                                                                          | N/A       | 14.242  | 1,58  | N/A     | N/A |
| - Presidente: José Bono Martínez - Gobierno: PSOE - Censo: 1.220.011 - Votantes: 901.872 (73,3%) - Abstención: 326.165 (26,6%) - Válidos: 882.409 - A candidatura: 868.167 (100%) | Nulos                                                                              | N/A       | 17.198  | 1,4   | N/A     | N/A |

## Candidatos proclamados electos
Estos fueron los 44 candidatos proclamados electos en cada circunscripción (23 del PSOE y de 21 de AP-PDP-UL):
| Albacete | Albacete                    | Ciudad Real | Ciudad Real                    | Cuenca | Cuenca                      | Guadalajara | Guadalajara                | Toledo | Toledo                     |
| -------- | --------------------------- | ----------- | ------------------------------ | ------ | --------------------------- | ----------- | -------------------------- | ------ | -------------------------- |
|          | José Bono Martínez          |             | Javier Paulino Pérez           |        | Vicente Acebedo Florez      |             | Rafael de Mora-Granados    |        | Florencio Alonso Blanco    |
|          | Juan Fco. Fernández Jiménez |             | Fco. J. Martín del Burgo       |        | José García Barrios         |             | Javier de Irízar           |        | Julián Checa Checa         |
|          | Fructuoso Díaz Carrillo     |             | Mario Mansilla Hidalgo         |        | Pablo Crespo García         |             | J. Antonio Tercero Moreno  |        | Fortunio Parla Cándenas    |
|          | Bernardo Fernández Delicado |             | Manuel Espinosa Becerril       |        | José Luis Herrera del Álamo |             | Felipe Solano Ramírez      |        | Germán Díaz Blanco         |
|          | Juan Gómez Tomás            |             | Daniel Trujillo Pelegrini      |        | Javier Rupérez Rubio        |             | Luis de Grandes Pascual    |        | Vidal Gallego Gutiérrez    |
|          | Gumersindo Navarro Alfaro   |             | Mariano Romero Pacheco         |        | Ángel Fernández García      |             | Antonio Manuel López Polo  |        | José Lara Alen             |
|          | José Luis Rieta Vizcaya     |             | Francisco Cañizares de Lera    |        | Miguel Ángel Ortiz Robles   |             | José Luis Malfeito Álvarez |        | Mariano Díez Moreno        |
|          | Francisco Ballesteros Gómez |             | M. V. García Gainza-Mendizábal |        | Francisco Moreno Arenas     |             |                            |        | J. M.ª Tradacete de Torres |
|          | Agustín Lorenzo Alfaro      |             | Consuelo García Balaguer       |        |                             |             |                            |        | Fernando Chueca Aguinaga   |
|          |                             |             | Luis Toledano Salvador         |        |                             |             |                            |        | Jesús María Ruiz-Ayúcar    |

## Elección e investidura del Presidente de la Junta
El 8 de mayo de 1983 se celebraron las primeras elecciones autonómicas de la democracia, incluyendo las elecciones a las Cortes de Castilla-La Mancha. Un mes después, José Bono fue investido primer presidente de Castilla-La Mancha con el siguiente resultado:
| Candidato                                           | Fecha                                                  | Voto |    |    | Total |
| --------------------------------------------------- | ------------------------------------------------------ | ---- | -- | -- | ----- |
| José Bono (PSOE)                                    | 6 de junio de 1983 Mayoría requerida: Absoluta (23/44) | Sí   | 23 |    | 23/44 |
| José Bono (PSOE)                                    | 6 de junio de 1983 Mayoría requerida: Absoluta (23/44) | No   |    | 18 | 18/44 |
| Faltaron a la votación tres diputados de AP-PDP-UL. |                                                        |      |    |    |       |